# أ. بارتون هيبورن
أ. بارتون هيبورن هو مصرفي وسياسي أمريكي، ولد في 24 يوليو 1846 في كولتون في الولايات المتحدة، وتوفي في 25 يناير 1922. نشط حزبياً في الحزب الجمهوري. وقد انتخب عضو جمعية ولاية نيويورك ‏.